# Dotillopsis brevitarsis
Dotillopsis brevitarsis is een krabbensoort uit de familie van de Dotillidae. De wetenschappelijke naam van de soort is voor het eerst geldig gepubliceerd in 1888 door De Man.